# Charles FitzRoy

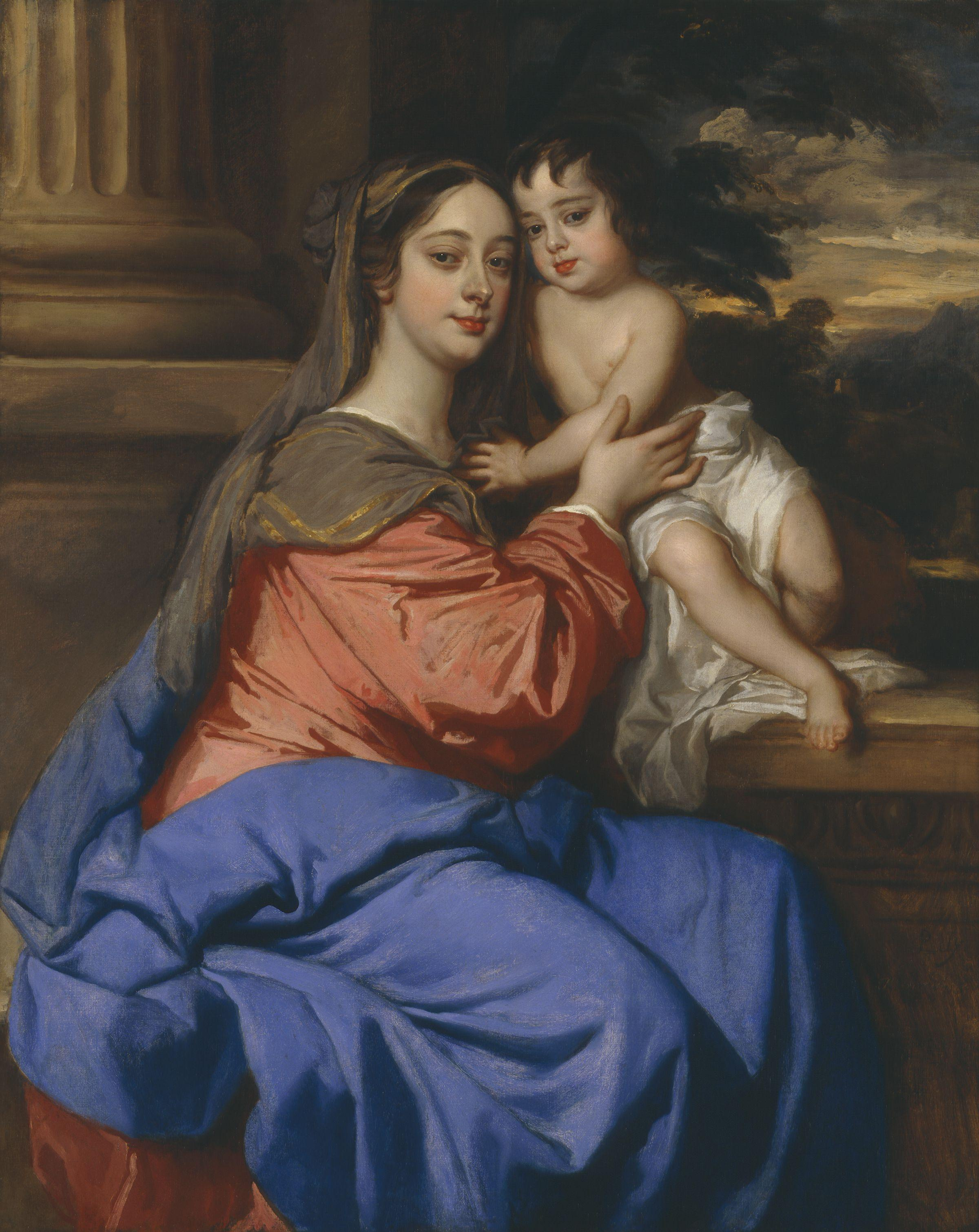
Barbara Palmer met haar zoon Charles als Madonna met kind (geschilderd door Sir Peter Lely)

Charles FitzRoy (Londen, 18 juni 1662 – aldaar, 9 september 1730) was een Engels edelman. Hij was een onechte zoon van koning Karel II van Engeland en zijn maîtresse Barbara Villiers, de latere 1e hertogin van Cleveland. 
Aanvankelijk heette hij Charles Palmer, naar de echtgenoot van zijn moeder, Roger Palmer, 1e graaf van Castlemaine, maar nadat de koning hem had erkend werd deze naam veranderd in FitzRoy. Door zijn “vader” werd hij katholiek gedoopt, maar de koning liet hem zes dagen naderhand dopen in de Anglicaanse Kerk. Zijn geboorte luidde het einde van de relatie tussen Villiers en Palmer in (hoewel zij nooit officieel scheidden).
In 1670 werd hij verloofd met Mary Wood († 15 november 1680), dochter van Henry Wood, een lid van de koninklijke huishouding., Het huwelijk zou echter pas worden voltrokken zodra Mary 16 werd. Nadat haar vader overleed, werd ze samen met FitzRoy en zijn broers en zussen opgevoed. Zij overleed voor haar zestiende.
In 1675 werd hij beleend met de titels baron van Newbury, graaf van Chichester en hertog van Southampton. Hoewel hij als onwettig kind geen titels van zijn ouders kon erven, volgde hij na haar dood in 1709 toch zijn moeder op als 2e hertog van Cleveland.
In 1694 huwde hij op zijn 32e alsnog met Anne Pulteney (25 november 1663 – 20 februari 1746). Uit het huwelijk werden zes kinderen geboren:
- Grace (28 maart 1697 – 29 september 1763); ∞ (2 september 1725) Henry Vane (1705 – 1758), 1e graaf van Darlington
- William (1698 – 1774), 3e hertog van Cleveland en 2e hertog van Southampton
- Charles (1699 – 1723)
- Henry (1701 – 1708)
- Barbara
- Anne; ∞ Francis Paddy